# Guillaume Louis Darthenay
Pour les articles homonymes, voir Darthenay.
Guillaume Louis, baron Darthenay (Tribehou (Normandie), 12 octobre 1750 – Meslay (Calvados), 18 novembre 1834), est un administrateur et homme politique français des XVIIIe et XIXe siècles.

## Biographie
Guillaume-Louis Darthenay naquit à Tribehou, le 12 octobre 1750, de Louis Charles Jules Darthenay, sieur de La Foullerie, et d'Anne-Françoise de Saint-Laurent. Il est le frère de Charles Antoine Darthenay. Il fit ses études au collège de Coutances et, en 1765, il y recevait un prix d’excellence en rhétorique, le 1er prix en version latin et le 2e prix en version grecque.
Avocat au parlement de Normandie, il fut pourvu le 8 décembre 1774, de la charge de lieutenant-général civil au bailliage de Valognes. Il abandonna cette fonction lorsque la loi des 16 et 24 août 1790 réorganisa les juridictions.
Le 11 mars 1780, Darthenay achetait, à François de Cussy, sieur de Nouainville, l'hôtel du Plessis de Grenédan à Valognes, pour le prix de 15 480 livres.
En février 1788, à la suite de l'éviction des frères Périer de la gestion des eaux parisiennes et la création de l'Administration royale des Eaux de Paris,, l'État est le nouvel actionnaire majoritaire de la Compagnie (avec, à ses côtés, les « actionnaires historiques » Louis Pourrat et Claude-Odile-Joseph Baroud). De nouveaux administrateurs furent nommés : Louis-Marthe, marquis de Gouy d'Arsy (qui avait occupé le même poste dans la compagnie Périer), Louis de La Fleurye, Pourrat, Laurent-Vincent Le Couteulx de La Noraye (gendre de Pourrat), et le parent de ce dernier, d'Arthenay. En 1790, Le Couteulx de La Noraye confia à Darthenay la gestion des fonds de la société des Fonderies de Romilly, dont le siège social avait été nouvellement transféré à Paris.
Darthenay partit s’installer à Paris, où il demeura au n° 23 de la rue Poissonnière. Il y fréquentait le couple Hébert dont il épousera la fille. Il est le beau-père du marquis de Jarrige de Lamorélie, qui sera préfet de l'Orne et de l'Allier.
Le 2 janvier 1793, Guillaume Darthenay, par un acte passé à Caen devant Me Pillet, notaire, acheta le domaine et château de Meslay (Calvados) pour la somme de 15 480 livres tournois.
Après l’exécution du roi, Hébert ayant obtenu un certificat de non-émigration, sa famille se réfugia à Bayeux, où elle s’installa la 13 mars 1793. Guillaume Darthenay, qui avait de la famille à Bayeux, les avait précédés courant février. Il s’installa alors à Meslay comme propriétaire-cultivateur.
Là, il entama une carrière politique. Président de l'assemblée de son canton, il fut désigné, le 4e jour complémentaire an XIII, par le Sénat conservateur, comme député du Calvados au Corps législatif. Son mandat législatif lui fut renouvelé les 4 mai 1811 et 4 juin 1814. Dans le même temps, il recevait les distinctions du régime : reçut légionnaire par décret du 25 janvier 1810, il fut créé chevalier de l'Empire par lettres patentes du 26 avril suivant, et, par nouvelles lettres du 23 mai 1810, baron de l'Empire.
En 1813, il commandait un portrait à Robert Lefèvre qui le représentait en costume de membre du Corps législatif. Le baron Guillaume Darthenay mourut à Meslay, le 18 novembre 1834.
On lui doit une Opinion de M. le baron d'Arthenay sur le projet de loi relatif aux biens des émigrés non vendus : séance du 24 octobre 1814, impr. de Hacquart, 1814, 20 p. (lire en ligne).

## Titre
- Chevalier Darthenay et de l'Empire (à la suite du décret du 25 janvier 1810 le nommant membre de la Légion d'honneur, lettres patentes du 26 avril 1810 signées à Compiègne) ;
- Baron Darthenay et de l'Empire (décret du 28 avril 1810, lettres patentes du 23 mai 1810 signées à Lille) ;

## Distinctions
- Membre de la Légion d'honneur (décret du 25 janvier 1810).

## Armoiries
| Figure | Blasonnement |
|        | Armes du chevalier Darthenay et de l'Empire Coupé au premier d'or au dextrochère brassardé de sable, mouvant du canton senestre en chef tenant une flèche du même posée en bande ; au deuxième de pourpre au comble d'argent : bordure de gueules du tiers de l'écu au signe des chevaliers posé en pointe. - Livrées : jaune, rouge et noir.                                            |
|        | Armes du baron Darthenay et de l'Empire Écartelé, au premier et quatrième d'or au dextrochère de sable, armé, mouvant du flanc sénestre, tenant une flèche en bande de sable ; au deuxième des barons pris dans les collèges électoraux ; au troisième de gueules, à la canette d'argent en abîme ; fascé d'argent brochant sur les quatre quartiers. - Livrées : les couleurs de l'écu. |